# 魯德納

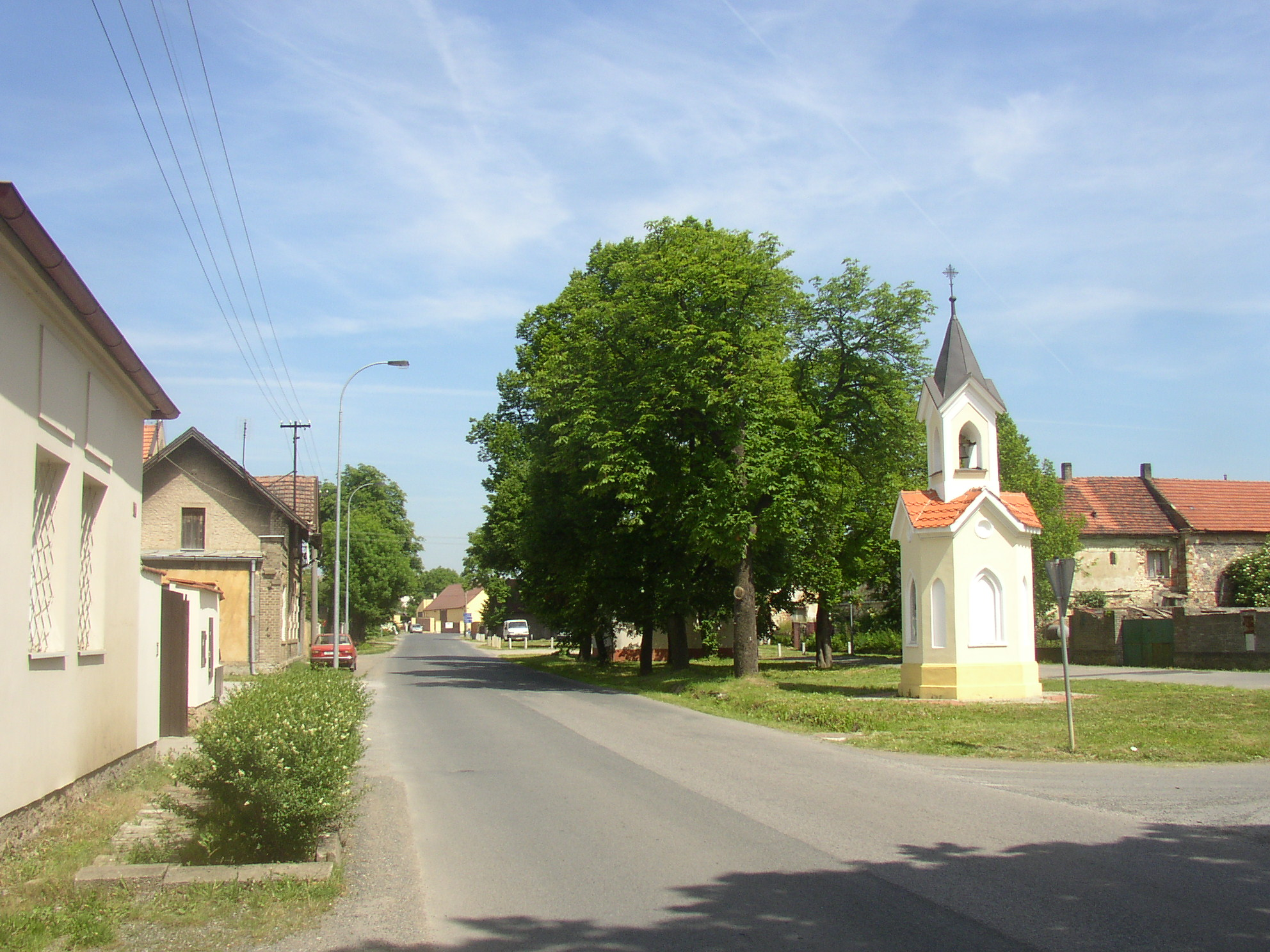

魯德納是捷克的城鎮，位於該國西部，距離首都布拉格約15公里，由中波希米亞州負責管轄，面積8.19平方公里，海拔高度378米，2010年人口4,571。

## 外部連結
- Municipal website （页面存档备份，存于）